# Hades (spel)

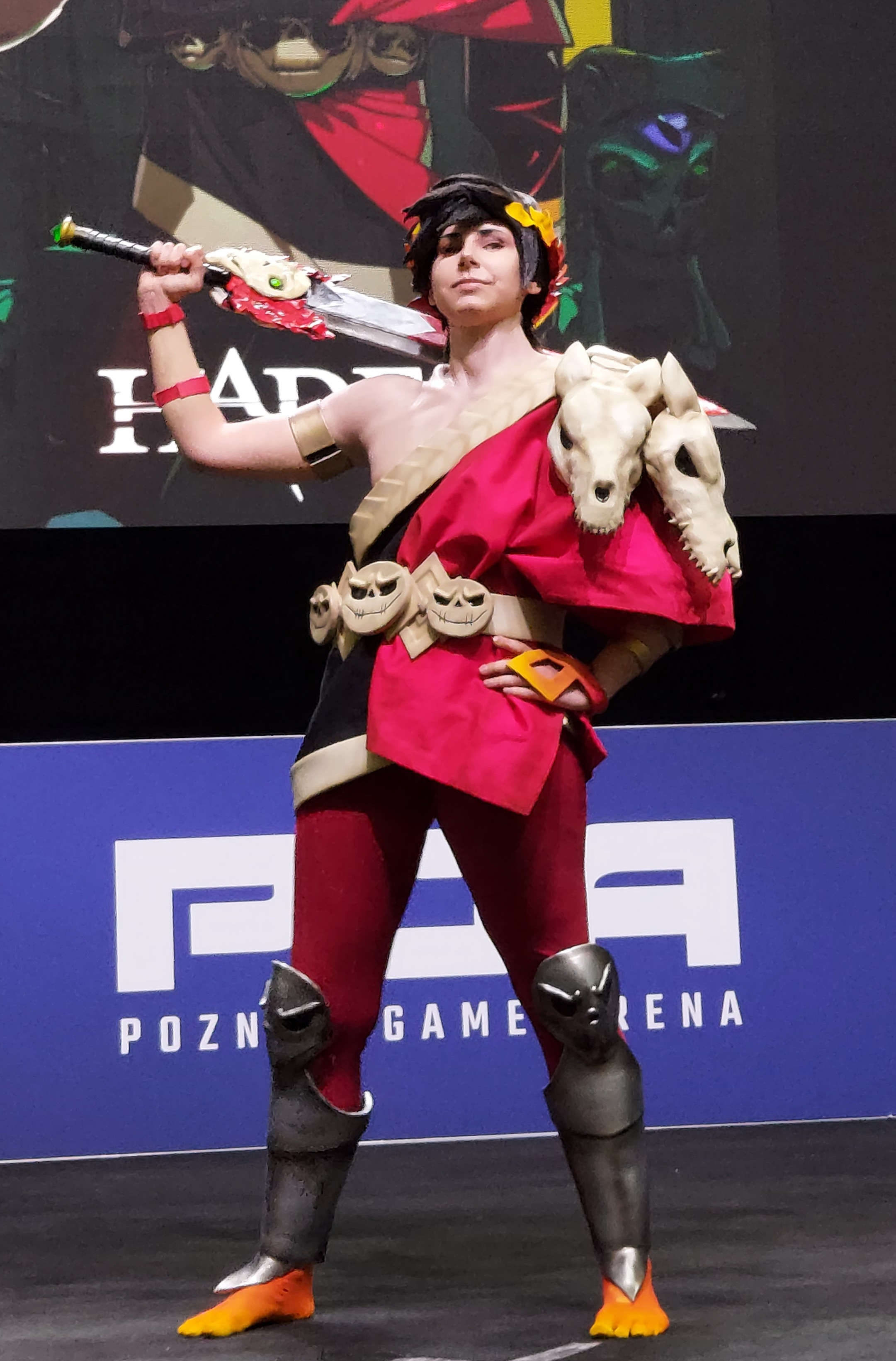

Hades är ett roguelike-action dungeon crawler-videospel utvecklat och publicerat av Supergiant Games. Det släpptes för Microsoft Windows, Mac OS och Nintendo Switch den 17 september 2020, efter att ha släppts i "early access" i december 2018.
Spelaren kontrollerar Zagreus, son till Hades, som försöker fly från underjorden för att nå Mount Olympus, med hjälp av gåvor (så kallade Boons) som ges honom från de andra olympierna. Under varje flyktförsök ska spelaren ta sig igenom en slumpmässigt genererad serie rum fyllda med fiender, och får en belöning efter att alla fiender besegrats. Spelet har ett hack 'n slash-stridssystem, där spelaren använder en kombination av sitt vapen, duckningar, och sin magiska förmåga för att besegra sina fiender samtidigt som man undviker att bli skadad för att ta sig så långt som möjligt. Möjligheter att återfå förlorad hälsa under flyktförsökets gång är begränsade, och när Zagreus får slut på liv kommer han "dö", och transporteras tillbaka hem till The House of Hades (baserat på Necromanteion i Grekland), där spelaren har möjlighet att påbörja ett nytt flyktförsök. Trots att spelaren kommer att misslyckas många gånger under sina försök, kan skatter som intjänats under flyktförsöken användas för att förbättra vissa attribut eller låsa upp nya vapen och förmågor för att förbättra sina chanser under efterföljande försök.
Hades utvecklades efter Supergiant's Pyre, ett spel där de ville utforska "procedural narrative storytelling", (vilket är en berättandeteknik som kretsar kring spelarens handlingar kontra förväntningar spelaren har på karaktären de spelar) men på grund av spelets huvudsakliga gameplay ville spelare inte spela igenom Pyre flera gånger för att utforska detta. Hades rougelike-struktur gav Supergiant Games möjlighet att berätta dessa förgrenande berättelser för spelaren under flera flyktförsök.
Som en kommersiellt lyckad och kritikerrosad succé sålde Hades över en miljon exemplar och vann game of the year från flera prisutdelare och mediepublikationer. Spelet hyllades för sitt gameplay, sin konstnärliga ledning, musik, berättelse och karaktärer.

## Gameplay
Spelaren är Zagreus, underjordens prins, som försöker fly från sin far Hades och nå Olympos. Hans flyktförsök stöds av de andra olympierna, som ger honom gåvor för att bekämpa varelserna som skyddar utgången från underjorden. Han får också hjälp av beryktade invånare i underjorden, som Sisyfos, Eurydike och Patroklos. Spelet innehåller fyra platser i underjorden: Tartarus, Asphodel, Elysium och Styx Tempel.
Spelet presenteras i en isometrisk vy där spelaren kontrollerar Zagreus. Spelaren påbörjar sitt flyktförsök genom att kämpa sig igenom ett antal rum. Rummen väljs från en uppsättning av förutbestämda layouter, men deras ordning och vilka fiender som visas bestäms slumpmässigt. Spelet har ett hack 'n slash-stridssystem. Spelaren har ett primärvapen, en speciell attack och en magisk "cast" med stor räckvidd. När spelaren påbörjar ett försök kommer en av olympierna att ge honom en gåva, (så kallad boon), vilket består av ett val mellan tre olika förmåner som varar under det flyktförsöket. Boons är temabaserade kring vilken olympian som ger ut den, till exempel så erbjuder Zeus blixtnedslag, Poseidon vattenattacker och Artemis jaktförmågor. Efter att ha tagit sig igenom ett rum kommer spelaren att få se vilken typ av belöning man kan få om man klarar av nästa, allt från ytterligare Olympian Boons, vapenuppgraderingar, hälsoåterställande föremål, Charonsmynt att spendera i Charons butik eller föremål som kan användas i metaspelet i underjorden som påverkar framtida flyktförsök. Skulle Zagreus hälsopoäng nå noll, "dör" han, och hamnar åter inför sin far och förlorar alla Olympian Boons, vapenuppgraderingar och Charonsmynt som beviljats från förra försöket.
Mellan sina försök kan Zagreus utforska The House of Hades innan han går ut på nytt. Här kan spelaren använda objekt som hittats under försöken för att påverka metaspelet. Spelaren kan låsa upp och uppgradera Zagreus förmågor, beordra konstruktion av nya Underjords-funktioner som kan framträda under framtida försök samt få nya vapen. Spelaren kan också interagera med de olika karaktärerna i Underjorden och förbättra sin ställning med dem, vilket skapar spelets berättande-element, och kan också ge uppdrag med ytterligare belöningar. Spelaren har också möjlighet att ha romantiska relationer med vissa NPC:er när handlingen fortskrider. NPC:er i huset som spelaren kan interagera med innefattar andra mytologiska karaktärer, såsom Kerberos och Akilles.